# Silene orae-syvaschicae
Silene orae-syvaschicae là loài thực vật có hoa thuộc họ Cẩm chướng. Loài này được Czerep. miêu tả khoa học đầu tiên.